# 石橋文化センター
石橋文化センター（いしばしぶんかセンター）は、福岡県久留米市野中町にある総合文化施設。美術館、図書館、ホールなどを備える。公益財団法人久留米文化振興会が運営している。

## 歴史
1956年（昭和31年）4月、久留米市で創業したブリヂストンタイヤ（現・ブリヂストン）の創立25周年を記念して、創業者の石橋正二郎が久留米市に寄贈する形で開園した。開園当初は、体育館、プール、動物園などの施設もあったが、現在はすべて撤去され公園になっている。
1978年（昭和53年）、かつて体育館があった場所に久留米市立中央図書館が建設された。2006年（平成18年）、開園50周年を迎えた。2016年（平成28年）には石橋財団が撤退し、石橋美術館は、公立美術館・久留米市美術館に改称された。

## 施設
- 久留米市美術館
- 久留米市立中央図書館
- 石橋文化ホール
  - 久留米市の文化振興を願って1960年代に建設された。久留米市内の合唱コンクールや演劇会などは大抵ここで開かれる。
- 石橋文化会館
- 石橋正二郎記念館
- 坂本繁二郎旧アトリエ
  - 久留米出身の画家である坂本繁二郎の旧アトリエ（八女市）を移築保存している。
- 楽水亭（休憩所・売店・喫茶）
- みどりのリズム
  - 清水多嘉示作の正面入口前にあるブロンズ像。

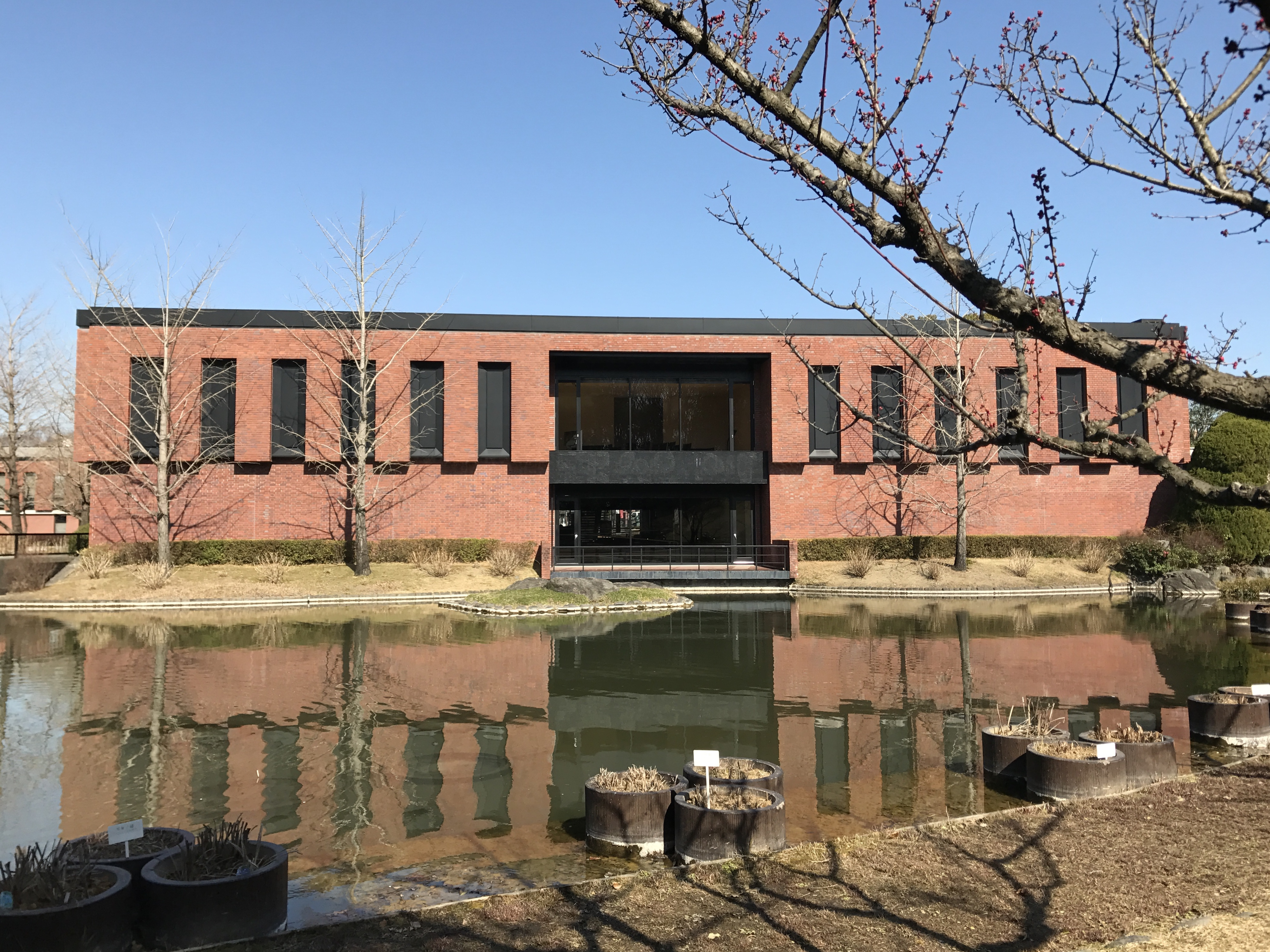
久留米市美術館
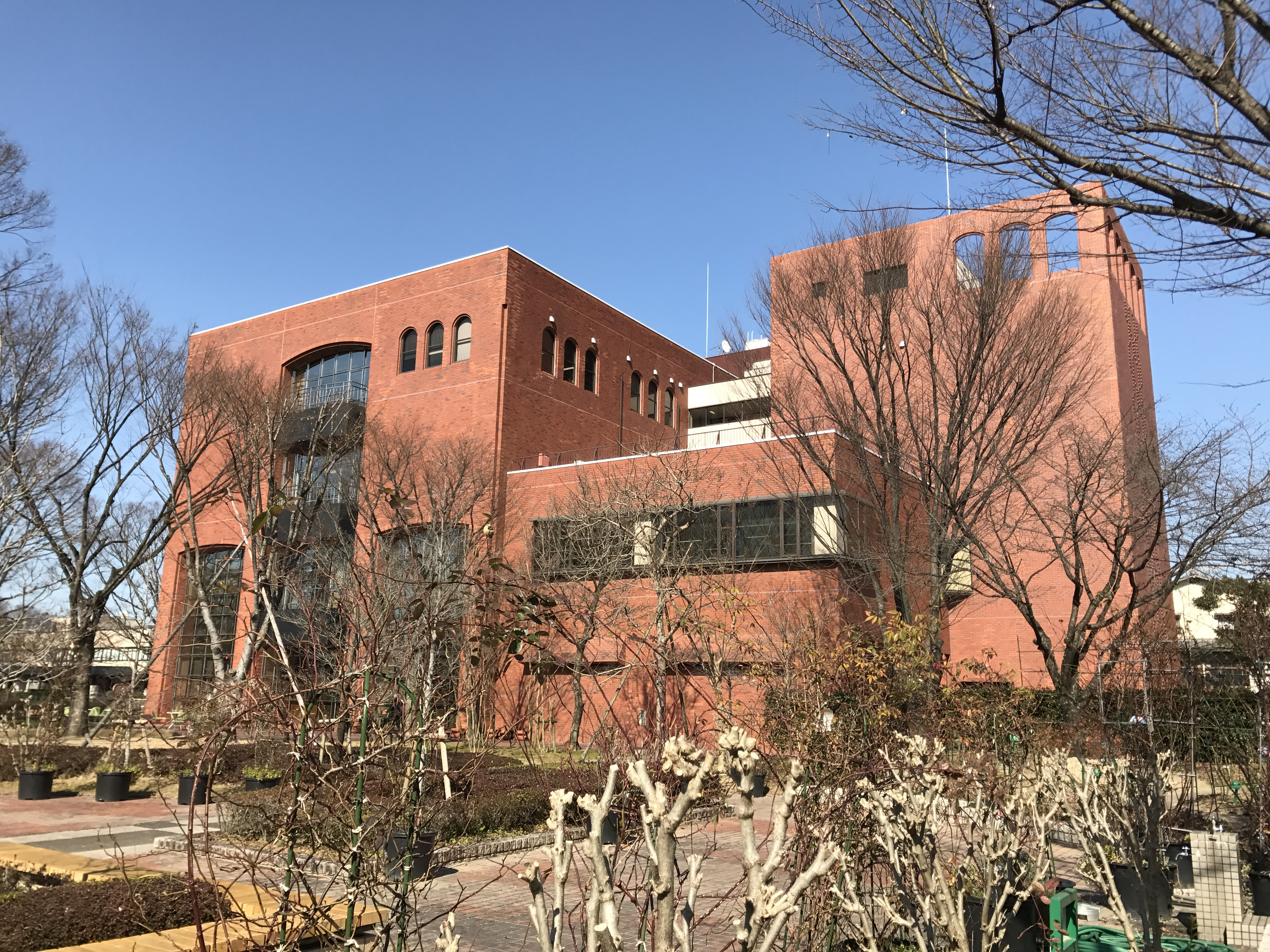
久留米市立中央図書館
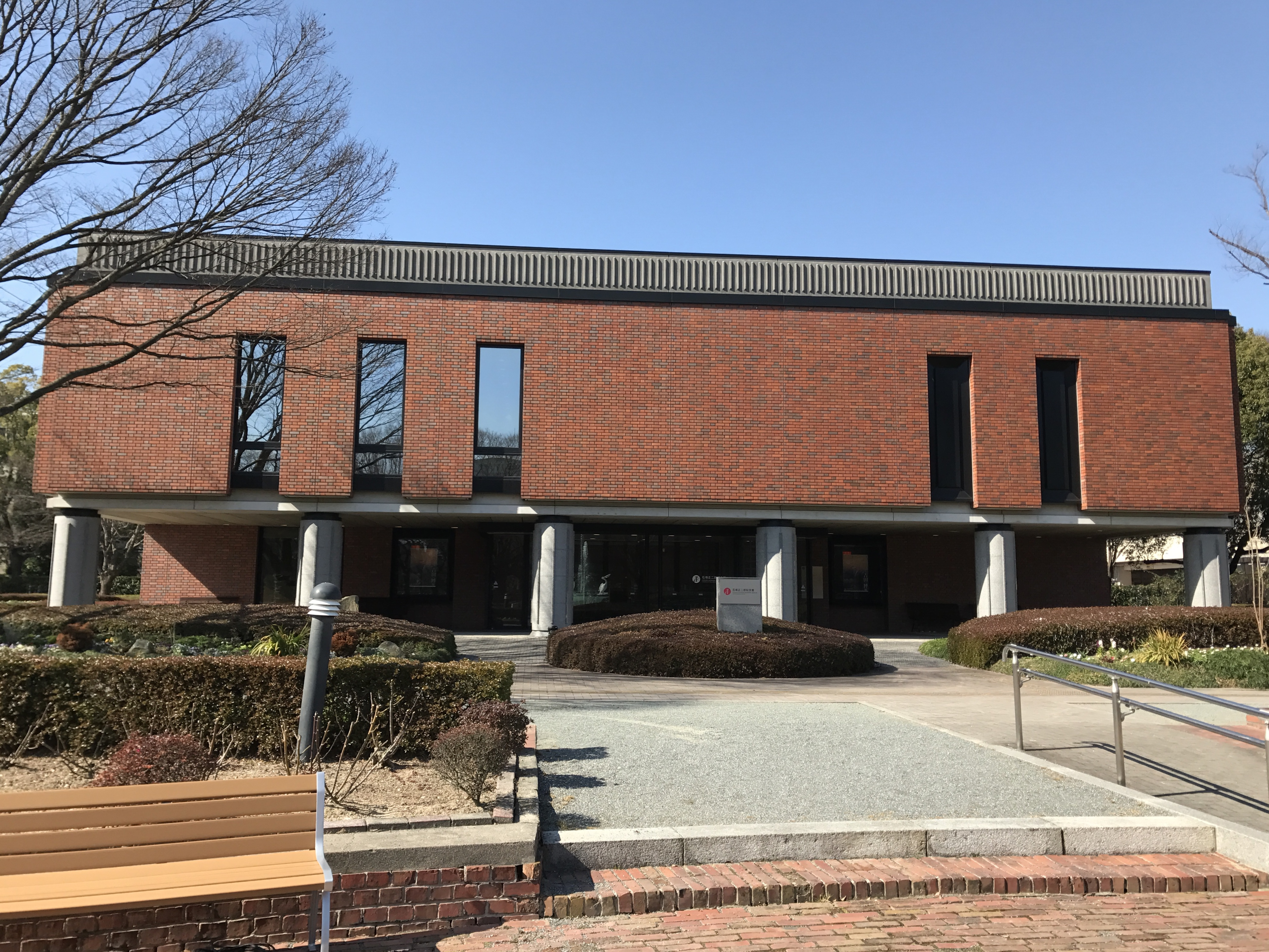
石橋正二郎記念館
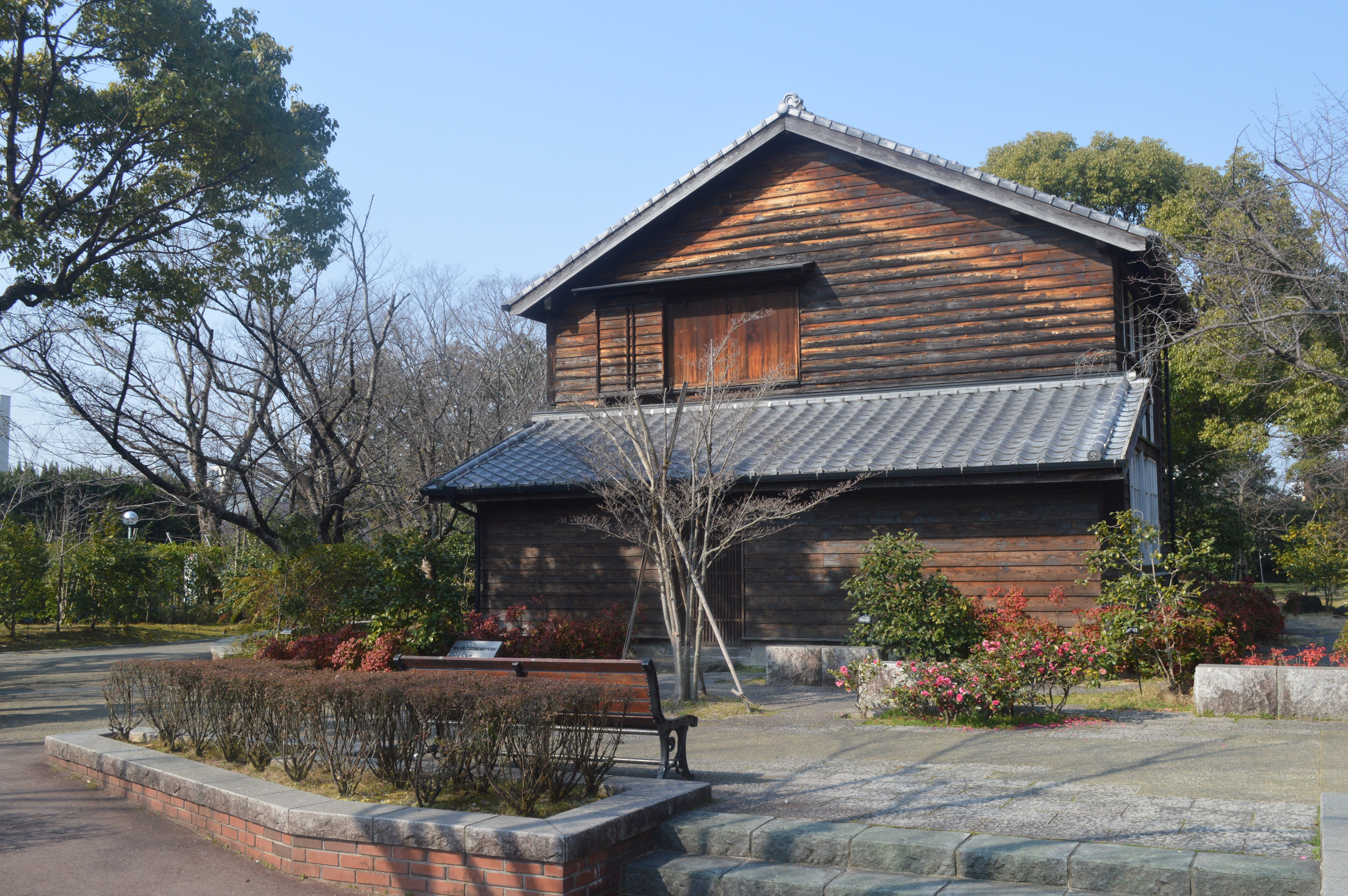
坂本繁二郎画伯旧アトリエ

## 事故
2023年2月14日に地元のロータリークラブから正門門扉の寄贈を受けたが、数日たった2月19日に春一番の強風で倒壊し、新聞配達員が負傷した。

## 交通アクセス
- 西鉄久留米駅より徒歩20分（1.6 km）
- JR久留米駅もしくは西鉄久留米駅より西鉄バスに乗車し「文化センター前」下車
- 九州自動車道久留米インターチェンジより3.2 km